# C'h
Cette page contient des caractères spéciaux ou non latins. S’ils s’affichent mal (▯, ?, etc.), consultez la page d’aide Unicode.
Pour les articles homonymes, voir CH.
C'h (minuscule c'h), appelé C apostrophe H, est un trigramme de l'alphabet latin composé d'un c, d’une apostrophe et d’un h.

## Linguistique
Le trigramme « cʼh » est utilisé en breton où il est prononcé « c skrab h ». Dans d’autres langues, le trigramme peut se rencontrer dans les noms, de lieu ou de personnes, d’origine bretonne.
En breton, il est considéré comme une seule lettre, mais est utilisé pour représenter plusieurs phonèmes. Il correspond (sans tenir compte des variantes dialectales de prononciation) :
- à la consonne fricative vélaire sourde [x].
- à la consonne fricative vélaire voisée [ɣ].
- à la consonne fricative glottale sourde [h]

Il a donc une prononciation distincte du digramme ch de cette même langue, qui correspond à la consonne fricative post-alvéolaire sourde [ʃ] (comme en français).

## Histoire
L’ancêtre du trigramme est le digramme ch, qui est, par ailleurs, toujours présent en breton. L'apostrophe a été introduite en 1659 par le père Julien Maunoir dans son ouvrage Le Sacré-Collège de Jésus (livre de catéchisme en breton, avec dictionnaire, grammaire et syntaxe), et cette nouvelle distinction a alors permis d’améliorer la correspondance graphie-phonie.
L'abandon de l’apostrophe dans la francisation des noms bretons est une erreur courante. Pour les toponymes, quelques communes de Bretagne comme  Gommenec'h (22), Kermoroc'h (22), Ploulec'h (22), Plourac'h (22), Guilligomarc'h (29), Plouezoc'h (29) ont conservé l'apostrophe dans le code officiel géographique, mais d'autres l’ont perdue comme Brech (56), Le Juch (29), Pont-de-Buis-lès-Quimerch (29), Penmarch (29) ou Tourch (29).

## Ordre alphabétique
Dans l'alphabet breton, le CʼH est classé entre le CH et le D, le CH étant lui-même classé après B (cette langue n'utilise pas le C seul).
Cependant, il existe aussi un ancien ordre alphabétique où le trigramme se trouve entre le « ch » et le « i », le « ch » étant alors classé après le « h ».

## Représentation informatique

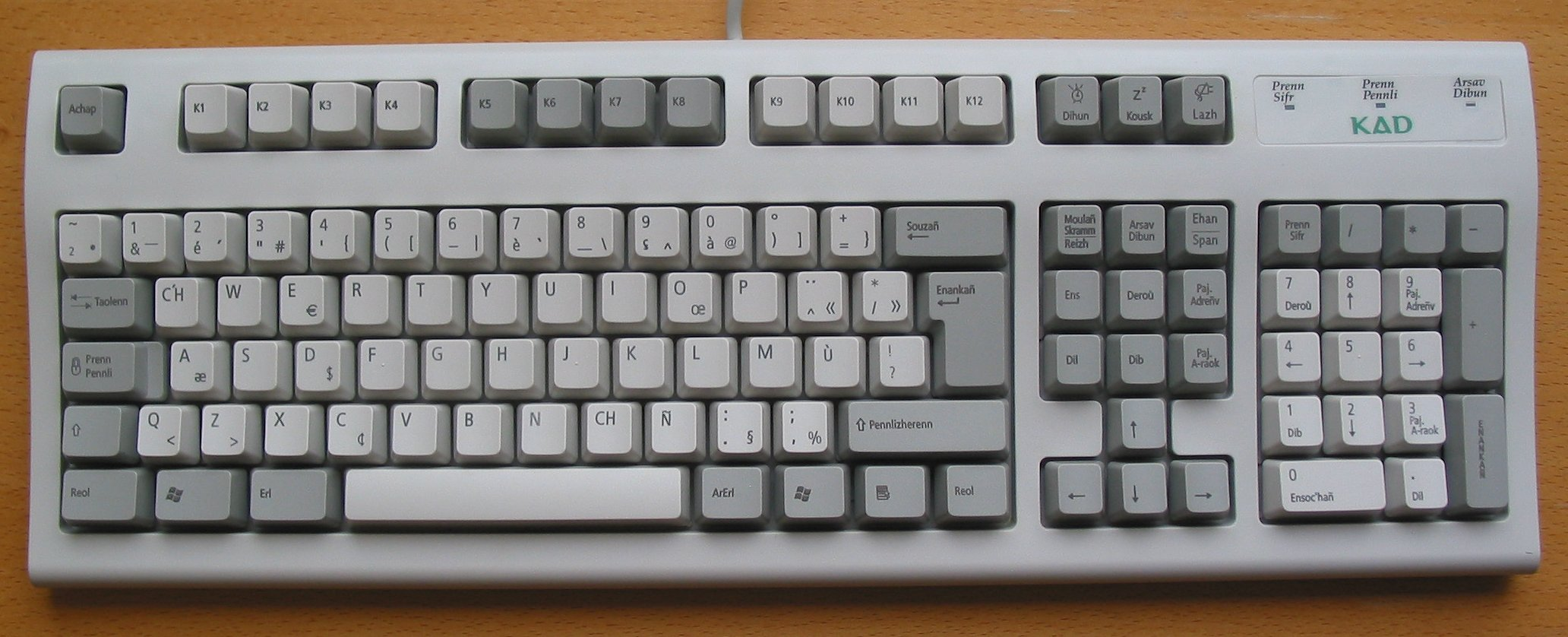
Clavier C’hwerty par l’association KAD (Korvigelloù An Drouizig).

Il n’existe aucun encodage du ‹ cʼh › sous la forme d’un seul caractère. Il est toujours réalisé en accolant la lettre ‹ c ›, une apostrophe et la lettre ‹ h ›.
Comme apostrophe, l’Office public de la langue bretonne recommande pour ce trigramme l'utilisation de la lettre modificative apostrophe ‹ ʼ › (U+02BC ; cf. le Common Locale Data Repository (CLDR)), mais les utilisateurs emploient couramment l’apostrophe typographique ‹ ’ › (U+2019), ou encore l’apostrophe dactylographique ‹ ' › (U+0027).
Unicode (latin de base, lettres modificatives avec chasse) :
- Capitale CʼH : U+0043 U+02BC U+0048
- Majuscule Cʼh : U+0043 U+02BC U+0068
- Minuscule cʼh : U+0063 U+02BC U+0068